# Wikkehaantje
Het wikkehaantje (Derocrepis rufipes) is een keversoort uit de familie bladkevers (Chrysomelidae). De wetenschappelijke naam van de soort werd in 1758 gepubliceerd door Carl Linnaeus.